# رهن (اقتصاد)
الرهن هو العملية التي يتعهد فيها المدين بتقديم ضمان من أجل تأمين الحصول على دين ما كشرط مسبق، أو العملية التي يتعهد فيها طرف ثالث بتقديم ضمان نيابة عن المدين. تعتبر وثيقة الرهن هي الوسيلة المعتادة لإجراء هذا التعهد.
من الأمثلة الشائعة نذكر عندما يدخل المدين في اتفاق رهن عقاري، فيه يصبح منزل المدين ضماناً ريثما يُسدَّد الدين العقاري بالكامل، يحافظ المدين على ملكية الضمان، إلا أن الدائن يملك الحق في مصادرة الملكية في حال تخلف المدين.
الهدف الأساسي من الرهن هو التخفيف من المخاطرة المالية للدائن. إذا لم يتمكن المدين من الدفع، يستخدم الدائن حقه في استملاك الضمان الذي يمكن أن يبيعه ويعوض عن نقص الوارد النقدي. في حال تخلف المدين دون وجود رهن مسبق، لا يمكن للدائن التأكد من القدرة على تحصيل ممتلكات كافية من المدين. بما أن الرهن يسهّل الحصول على القرض ويمكن أن يقلل من ثمنه حتى، يفضل المدين دوماً تقديم رهن مقابل ديونه قدر الإمكان، إلا أن عزل ’الممتلكات الجيدة’ كضمانات مالية يقلل من المستوى المالي العام للمدين وبالتالي من القيمة الائتمانية لثروته.
إن الممارسة المفصلة والقواعد الحاكمة للرهن تختلف كثيرًا اعتماداً على السياق العام وقوانين المنطقة التي تتم فيها العملية. في الولايات المتحدة الأمريكية، تعترف الحكومة بالحق القانوني للدائن بتملك الضمان إذا تخلف المدين عن السداد ويدعى باسم حق الحجز.
تحدث إعادة الرهن أساساً في الأسواق المالية، إذ تُعيد المؤسسات المالية استخدام الضمان المالي من أجل تسهيل الحصول على ديونها الخاصة. فالضمان بالنسبة للدائن ليس فقط وسيلة لتخفيف الخطورة المالية بل هو يجعل عملية إعادة التمويل أكثر سهولة أو بمعدلات فائدة أقل، إلا أن المدين يمكن أن يشترط في عقد الرهن البدئي أن يمنع إعادة استخدام الضمان.

## في مجال تمويل المستهلكين والأعمال
الرهن هو صفة مشتركة بين العقود الاستهلاكية في مجال الرهن العقاري. يعتبر المدين مالكاً للمنزل بشكل قانوني، لكن الدائن يملك الحق في الاستحواذ على حقوق ملكية المنزل (أو حتى تملكه بشكل مباشر)، ولكن فقط إذا فشل المدين في الالتزام بالمدفوعات. إذا قام المستهلك بسحب قرض إضافي مؤمن على قيمة رهنه العقاري (يعرف هذا الأمر باللغة العامية باسم "القرض الثاني"، والذي تصل قيمته حتى قيمة العقار المرهون مطروحاً منها قيمة المدفوعات الباقية من القرض الأول) يكون المدين في هذه الحالة قد قام برهن الرهن العقاري بحد ذاته. يحافظ الدائن على حقه في استملاك العقار لكنه يصبح في هذه الحالة مسؤولاً عن سداد الرهن العقاري القائم.
في بعض الحالات يمكن شراء البضائع الاستهلاكية ومعدات العمل عن طريق اتفاقات دين تتضمن الرهن. يصبح المدين مالكاً قانونياً للبضائع، لكن مرة أخرى يمكن للدائن أن يستملكها عند الحاجة.

## في المجال المالي
أكثر أشكال الرهن شيوعاً هو اتفاقية إعادة الشراء: يُقدِّم الدائن قرضاً للمدين ويتلقى بديلاً عنه حيازة (لا حقوق ملكية) الملك المالي حتى إتمام القرض. إعادة الشراء العكسية هي قرض ’في الاتجاه المعاكس’: يتبادل الدائن الدور مع المدين.

## في أسواق الاستثمار
عندما يطلب المستثمر من السمسار المالي شراء سندات لقاء رهن، يمكن أن يحدث الرهن بطريقتين. أولاً يمكن أن تُرهَن الممتلكات المشتراة ليُمكن للسمسار بيع بعض السندات في حال فشل المستثمر في الالتزام بدفع المستحقات؛ يمكن للسمسار أيضاً أن يبيع السندات في حال انخفاض قيمتها أو عدم التزام المستثمر بالاستجابة لطلبات دفع الضمان.
الطريقة الأخرى هي أن المبلغ الأصلي الذي يودعه المستثمر لحساب الضمان قد يكون بحد ذاته شكلاً من أشكال الرهن بدلاً من الإيداع المالي، مرة أخرى تعود السندات للمستثمر لكن يمكن بيعها فقط من قبل الدائن في حالة عدم الالتزام بالدفع. في كل من الحالتين -على النقيض من النظام المالي الاستهلاكي والعمل- لا يملك المدين عادة حق حيازة السندات لأنها سوف تكون في حسابات متحكم بها من قبل السمسار، إلا أن المدين يحافظ على ملكيتها القانونية.

## رهن الوقف
يأتي الرهن بعدة معانٍ؛ منها: الثبات والدوام، ومنها الحبس، وفي الاصطلاح: جعل عين مالية وثيقة بدين يستوفي منها، أو من ثمنها إذا تعذَّر الوفاء.

### حكم رهن الوقف
ذهب عامة الفقهاء إلى تحريم الاستدانة على الوقف أو رهنه إلا للضرورة.
وهذا المنع؛ هو ظاهر مذهب الحنفية، والمالكية، والشافعية، والحنابلة، فجاء عن الحنفية قولهم: "المتولي إذا رهن الْوَقْف بدَين لا يصح، وهذا عملاً بما تقرَّر عندهم من القاعدة الكلية في قولهم: "ما يجوز بيعه يجوز رهنه، وما لا يجوز بيعه لا يجوز رهنه.
وظاهر مذهب المالكية القول بمنع رهن الْوَقْف،: "سُئِل الشيخ تقي الدين: إذا وقف كتابًا على عامة المسلمين وشرط ألَّا يُعار إلا برهن؛ فهل يصح هذا الرهن أم لا؟ فأجاب: لا يصح هذا الرهن؛ لأنها غير مأمونة في يد موقوف عليه.
وجاء عن الشافعية: "وإذا تعدى الناظر بنحو بيع أو رهن انعزل، ولزم الحاكم أن يولِّي غيره.
وجاء عن الحنابلة: "ولا يصح رهن ما لا يصح بيعه؛ كأم الولد، والوقف والعين المرهونة؛ لأن المقصود من الرهن استيفاء الدين من ثمنه؛ وما لا يجوز بيعه لا يمكن ذلك فيه.

### حكم وقف العقار المرهون
الرَّاهِن: هو من وضَعَ الرَّهن عند غيره، والمُرتَهن: هو من وضَعَ الراهِنُ عنده الرهن، وهذه المسألة –وقف العقار المرهون- على شقين:
- أولاً: وقف المُرتهن للعقار المرهون عنده.

وقد أجمع العلماء على أن المرتهن، لا يصح وقفه للرهن الذي بحوزته، وذلك أن المُرتهن غير مالك لهذا الرهن، بل المالك للرهن، هو المالك نفسه، قال الشافعي: "لا أعلم بين أحد من أهل العلم خلافاً في أن الرهن ملك للراهن".
- ثانياً:  وقف صاحب الرهن لعقاره المرهون.

حكم وقف الراهن –صاحب الرهن- لرهنه بإذن المرتهن صحيح بإجماع أهل العلم، لأن الرهن إنما وُضع لحق المُرتهن، وهو الاستيثاق من الراهن، وقد أسقط الراهن حقه وأذن له؛ فجاز للراهن أن يتصرف به بما شاء من وقف أو غيره، لعدم مانع يمنعه من ذلك.

## إعادة الرهن
تحدث إعادة الرهن عندما يُعيد الدائن (البنك أو السمسار المستثمر) استخدام الضمان المرهون من قبل المدين (عميل ما مثل مجموعة استثمارية) لدعم العمليات المالية والقروض الخاصة بالسمسار، تمكّن هذه الآلية من الرفع المالي في سوق الائتمان.
في المملكة المتحدة، لا يوجد حد لكمية ممتلكات العميل التي يمكن إعادة رهنها، إلا إذا كان العميل قد عقد اتفاقاً مع سمساره يتضمن حداً أعلى أو شرط منع لإعادة الرهن. في الولايات المتحدة، تُحدد إعادة الرهن بحد أعلى هو 140% من الدين على الحساب البنكي.
في عام 2007، وصلت نسبة إعادة الرهن إلى نصف النشاط في نظام الظل المصرفي. بما أن الضمان ليس نقداً فهو لا يظهر على حسابات كشف الحساب التقليدية.
قبل انهيار مصرف ليمان عام 2008، وجد صندوق النقد الدولي أن المصارف الأمريكية كانت تتلقى أكثر من 4 ترليون دولار من التمويل عبر وسيلة إعادة الرهن، معظمها مستمد من المملكة المتحدة حيث لا يوجد حدود عليا قانونية تحكم إعادة استخدام ضمان المدين. يقدر أن نحو 1 ترليون دولار فقط من الضمانات الأصلية كانت قيد الاستخدام، ما يعني أن الضمان كان يخضع لإعادة الرهن عدة مرات، بمعدل تكرار يصل إلى 4.
في الفترة التالية لانهيار ليمان، أصبحت مجموعات الاستثمار خصوصًا أكثر حذراً من السماح بإعادة رهن ضماناتها، حتى في المملكة المتحدة كانوا يصرون على إجراء عقود تحد من كمية أملاكهم التي يمكن إعادة رهنها أو حتى يمنعون إعادة الرهن بشكل كامل.
في عام 2009 قدر صندوق النقد الدولي أن الأموال المتوفرة في البنوك الأمريكية نتيجة إعادة الرهن تراجعت بنسبة أكثر من النصف لتصل إلى 2.1 ترليون دولار، وذلك نتيجة عدم توفر كمية كبيرة من الضمانات الجديدة القابلة لإعادة الرهن في المقام الأول بالإضافة إلى معدل تكرار أقل لإعادة الرهن.
جرى تجاهل الدور الذي لعبته إعادة الرهن في الأزمة المالية العالمية بين عامي 2007-2008 وفي نظام الظل المصرفي من قبل وسائل الإعلام المالية الرائجة، إلى أن قام الدكتور غيليان تيت من صحيفة فاينانشال تايمز في آب أغسطس عام 2010  بتسليط الضوء على ورقة مرسلة من مانموهان سينغ وجيمس أيتكن من صندوق النقد الدولي تطرقت إلى هذا الموضوع.

### إعادة الرهن في اتفاقيات إعادة الشراء
يمكن أن تتضمن اتفاقيات إعادة الشراء عملية إعادة الرهن. ففي اتفاقية إعادة شراء بين طرفين، يبيع أحد الطرفين سنداً مالياً بسعر ما مع الالتزام بشراء السند مرة أخرى في وقت لاحق لقاء سعر آخر.
اتفاقيات إعادة الشراء قصيرة الأمد المحدودة بيوم واحد هي أكثر أشكال هذا الإجراء شيوعاً، وهي تتم عن طريق تدبير عملية بيع تحدث في يوم ما، ومن ثم عملية إعادة الشراء التي تعكس هذه العملية في اليوم التالي. اتفاقيات إعادة الشراء المحدودة هي شكل أقل استخداماً تمتد لفترة محدودة من الزمن تصل إلى 3 أشهر قبل إعادة شراء السندات. أما إعادة الشراء غير المحدودة فهي ممكنة أيضاً وهنا لا يوجد فترة زمنية محددة لإعادة الشراء.